# Microdon conveniens
Microdon conveniens är en tvåvingeart som beskrevs av Enrico Adelelmo Brunetti 1923. Microdon conveniens ingår i släktet myrblomflugor, och familjen blomflugor. Inga underarter finns listade i Catalogue of Life.